# Dunvegan Castle

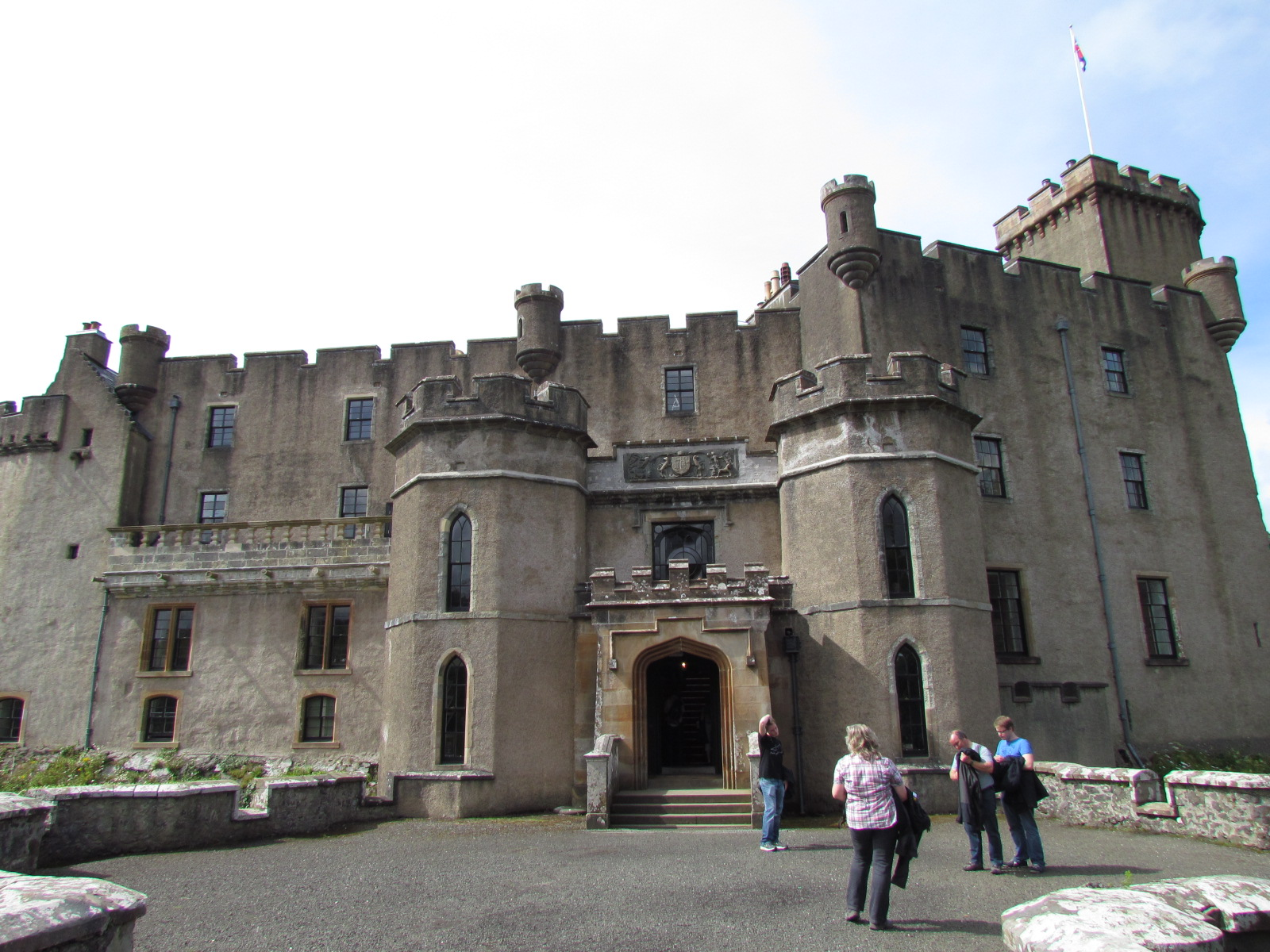
Eingangsbereich von Dunvegan Castle

Dunvegan Castle ist der Stammsitz des schottischen Clans der MacLeods. Die Burg liegt im Kernland des Clans auf der Insel Skye in den Inneren Hebriden.

## Geschichte und Aufbau
Dunvegan Castle ist das älteste durchgängig bewohnte Schloss in Schottland. Es diente den Clanchiefs der MacLeods über 800 Jahre lang als Wohnsitz und liegt direkt am Loch Dunvegan. In der viktorianischen Zeit wurde ein großer Park angelegt. Dank des Golfstroms kann eine Vielfalt von Pflanzen in dieser Anlage gedeihen. Zudem gibt es zwei Wasserfälle, Laubengänge oder ein Seerosenbecken. Die Parkanlage kann ebenso wie das Schloss selbst besichtigt werden.
Unterhalb des Schlosses liegt eine kleine Anlegestelle für Motorboote. Von hier aus werden Touren zu den Robbenkolonien in der Meeresbucht vor Dunvegan angeboten. Im Laufe der Jahre waren einige prominente Personen im Schloss zu Gast, darunter Samuel Johnson, Sir Walter Scott, Flora MacDonald und Königin Elisabeth II.

### Erste Befestigungen
Im 13. Jahrhundert errichteten die MacLeods eine erste Befestigung auf einem Felsen. Eine einfache Schildmauer schützte Wirtschafts- und Wohngebäude. Hier wurden zum Schutz der Verteidiger Zinnen aufgesetzt. Um das Jahr 1340 ließ Malcolm MacLeod (dritter Clan Chief), einer der wichtigsten Anführer der MacLeods, den großen Bergfried errichten.

### Weitere Ausbauten
Im 15. Jahrhundert wurde durch Alasdair Crotach MacLeod, den achten Clan-Anführer, der Feenturm errichtet. Seine vier bewohnbaren Etagen sind durch eine enge Wendeltreppe miteinander verbunden.

### Heutiges Aussehen
Das heutige Aussehen der Burg resultiert aus den Um- und Ausbauten in der viktorianischen Zeit. Für den Neubau zwischen 1840 und 1850 war der schottische Architekt Robert Brown verantwortlich. Der Neubau wurde palastartig ausgeführt. An den Ecken der Gebäude wurden kleine Erker errichtet, die noch entfernt an Gusserker erinnern, allerdings nur der Zierde dienen.
Dunvegan Castle ist als Denkmal der höchsten Kategorie A geschützt. Ebenso ist das 1734 errichtete Waschhaus ein Kategorie-A-Denkmal. Sein Zufahrtsportal, die umfriedeten Gärten mit ihrer im Zentrum positionierten Sonnenuhr sowie seine Stallungen sind hingegen als Kategorie-B-Denkmäler geschützt. Ein zugehöriges Cottage ist als Kategorie-C-Denkmal klassifiziert. Des Weiteren wurden die Außenanlagen 1987 in das Inventory of Gardens and Designed Landscapes in Scotland aufgenommen.

## Ausstellung
Die Ausstellung umfasst zahlreiche Ölgemälde der Familienmitglieder, jakobitische Reliquien sowie einige Schätze des Clans. Einer der wichtigsten Gegenstände ist hierbei das Magische Banner, das der Legende zufolge dem Clan MacDonald in der Schlacht zum Sieg verhelfen soll, sobald es entfaltet wird. Des Weiteren ist der Dunvegan Cup zu sehen, der dem Clanchief Sir Rory Mor von den O’Neils von Ulster als Zeichen der Dankbarkeit überreicht wurde, weil er diese mit seinem Clan im Kampf gegen die vordringenden Truppen von Queen Elisabeth I. unterstützte.

### Mythos
Der Überlieferung nach soll Malcolm, der dritte Chef (1296–1370) auf dem Rückweg von einer heimlichen Geliebten (der Ehefrau eines gewissen Fraser aus Glenelg) gewesen sein, als er in Glenelg von einem wilden Hochlandrind attackiert wurde: Nur mit einem Dirk bewaffnet, konnte er das Tier töten. Als Erinnerung an seinen Mut behielt er eines der Hörner des Stiers – Dieses Horn gilt als Schatz des Clans, und es ist üblich, dass jeder männliche Erbe dieses Horn mit Clairet gefüllt in einem Zug leeren muss.

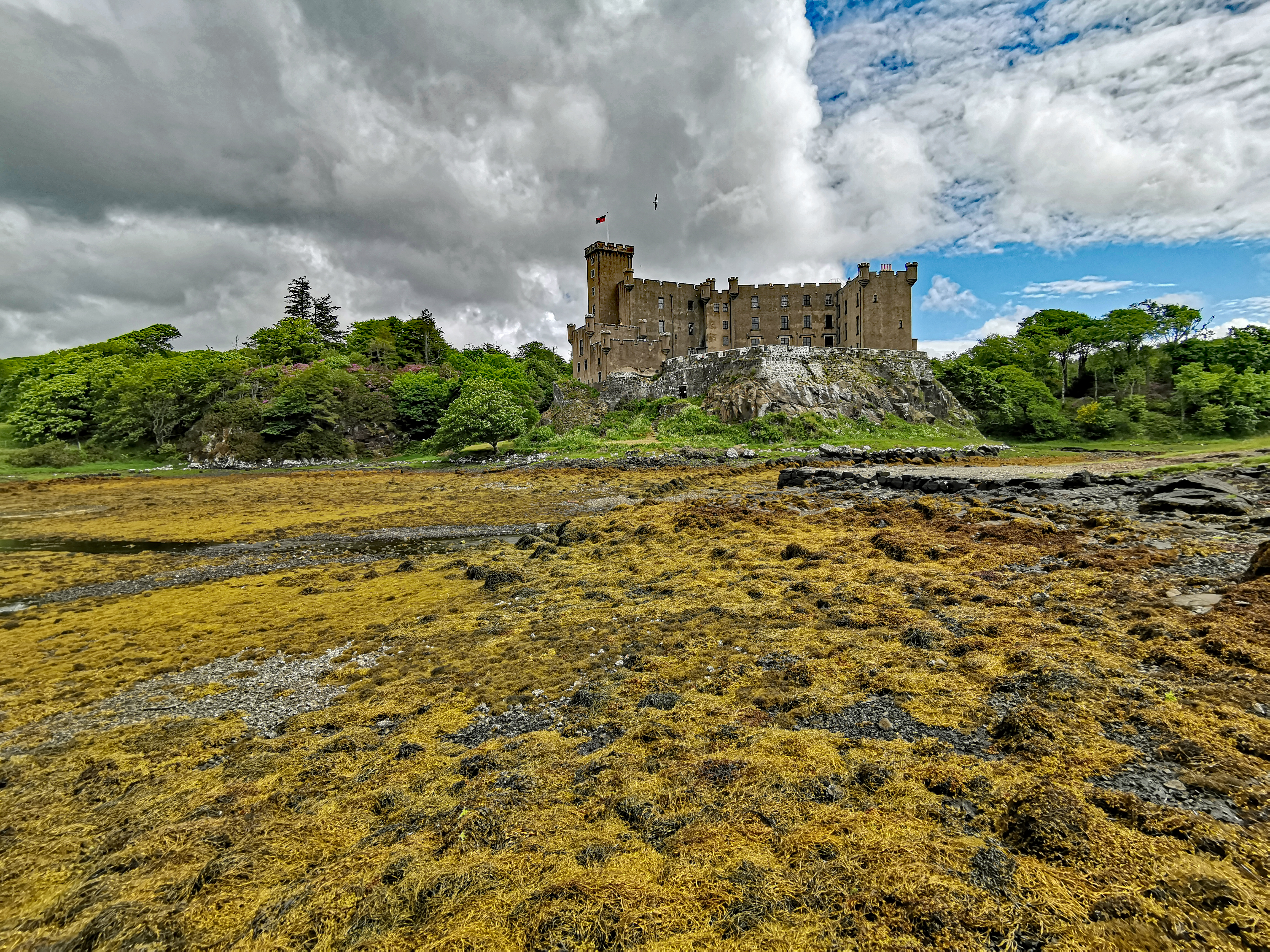
Dunvegan Castle von Westen
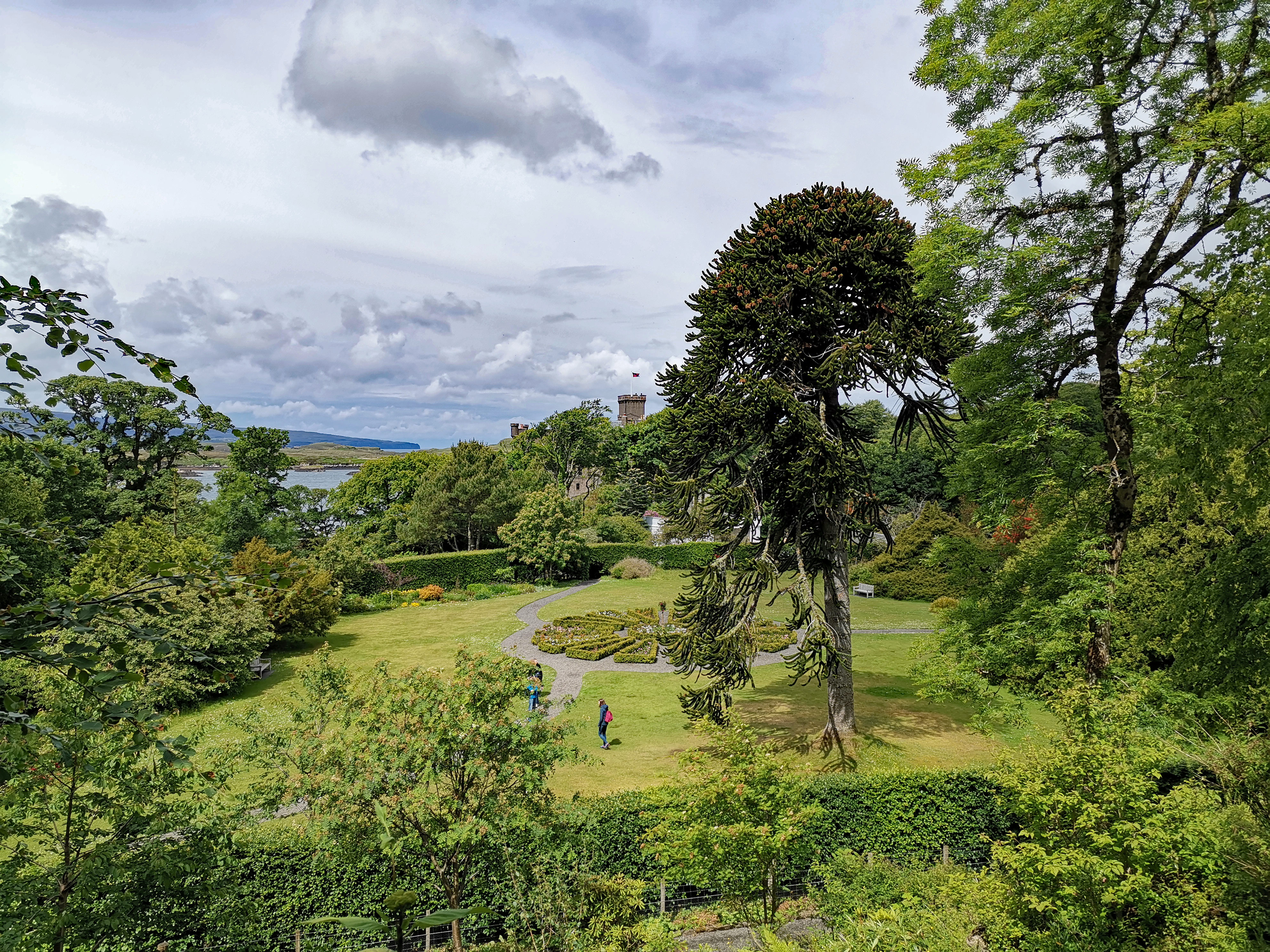
Gartenanlage
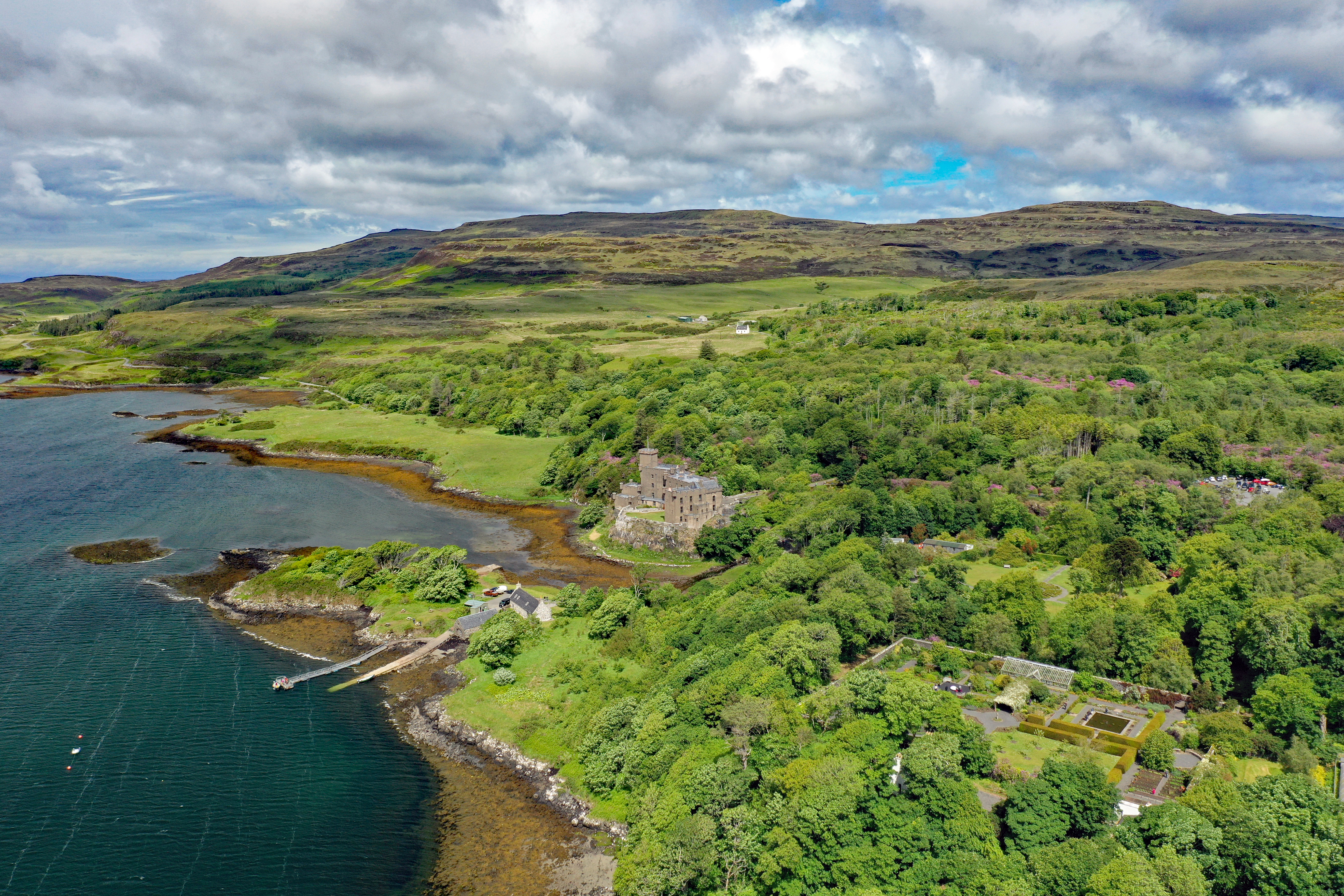
Loch Dunvegan mit Castle, Bootsanleger und Garten